# Truro City FC
Truro City Football Club is een Engelse voetbalclub uit Truro, Cornwall.
De club werd in 1889 opgericht en was een van de stichtende leden van de Cornwall County Football Association (CCFA). In 1930 ging de club in de Plymouth and District League spelen. De club was in 1951 een van de stichtende leden van de Western League. Daarin had Truro City het aanvankelijk moeilijk, maar speelde tot 2006 maar drie seizoenen op een lager niveau. Dat jaar promoveerde de club naar de Western League Division One waarin in 2007 direct het kampioenschap gewonnen werd. Truro City won ook de FA Vase 2006/07 door in de finale op het nieuwe Wembley Stadium AFC Totton met 3–1 te verslaan.
In 2008 promoveerde de club direct naar de Southern League. In 2011 promoveerde Truro City naar de Conference South maar degradeerde in 2013 en ging toen bijna bankroet. In 2015 keerde Truro City als kampioen terug in de National League South (nieuwe naam van de Conference South). In 2019 degradeerde de club, om in 2023 weer terug te keren.

## Erelijst
- FA Vase: 2006/07
- Southern League Premier Division: 2011/12
- Southern Football League Division One South & West: 2008/09
- Western Football League: 2006/07
- South Western Football League: 1960/61, 1969/70, 1992/93, 1995/96, 1997/98
- South Western League Cup: 1959/60, 1966/67 (gedeeld), 1992/93
- Cornwall Senior Cup: 1894/95, 1901/02, 1902/03, 1910/11, 1923/24, 1926/27, 1927/28, 1937/38, 1958/59, 1966/67, 1969/70, 1994/95, 1997/98, 2005/06, 2006/07, 2007/08
- Durning Lawrence Cornwall Charity Cup: 1911/12, 1912/13, 1919/20, 1925/26, 1928/29, 1929/30, 1930/31, 1932/33, 1949/50, 1964/65, 1980/81

Aldershot Town ·
Altrincham ·
Boreham Wood ·
Boston United ·
Brackley Town ·
Braintree Town ·
Carlisle United ·
Eastleigh ·
Forest Green Rovers ·
Gateshead ·
Halifax Town ·
Hartlepool United ·
Morecambe ·
Rochdale ·
Scunthorpe United
Solihull Moors ·
Southend United ·
Sutton United ·
Tamworth ·
Truro City ·
Wealdstone ·
Woking ·
Yeovil Town ·
York City